# روسكين (نبراسكا)
روسكين (بالإنجليزية: Ruskin, Nebraska)‏ هي منطقة سكنية تقع في الولايات المتحدة في مقاطعة نوكولس، نبراسكا. يقدر عدد سكانها بـ 123 نسمة ومساحتها 1.09 كم2 وترتفع عن سطح البحر 512 متر.

## التركيبة السكانية
قام مكتب تعداد الولايات المتحدة بتحديد بيانات التركيبة السكانية لروسكين في تعداد الولايات المتحدة. في ما يلي، التركيبة السكانية حسب تعدادي 2000 و2010.

### تعداد عام 2000
بلغ عدد سكان روسكين 195 نسمة بحسب تعداد عام 2000، وبلغ عدد الأسر 78 أسرة وعدد العائلات 57 عائلة مقيمة في القرية. في حين سجلت الكثافة السكانية 466.6 نسمة لكل ميل مربع (180.2/كم2). وبلغ عدد الوحدات السكنية 86 وحدة بمتوسط كثافة قدره 205.8 نسمة لكل ميل مربع (79.5/كم2).
وتوزع التركيب العرقي للقرية بنسبة 95.90% من البيض و 0.51% من عرقين مختلطين أو أكثر.
بلغ عدد الأسر 78 أسرة كانت نسبة 33.3% منها لديها أطفال تحت سن الثامنة عشر تعيش معهم، وبلغت نسبة الأزواج القاطنين مع بعضهم البعض 71.8% من أصل المجموع الكلي للأسر، ونسبة 1.3% من الأسر كان لديها معيلات من الإناث دون وجود شريك، وكانت نسبة 26.9% من غير العائلات. تألفت نسبة 26.9% من أصل جميع الأسر من أفراد ونسبة 16.7% كانوا يعيش معهم شخص وحيد يبلغ من العمر 65 عاماً فما فوق. وبلغ متوسط حجم الأسرة المعيشية 3.04، أما متوسط حجم العائلات فبلغ 2.50.
بلغ العمر الوسطي للسكان 40 عاماً. وكانت نسبة 26.2% من القاطنين تحت سن الثامنة عشر، وكانت نسبة 4.6% بين الثامنة عشر والأربعة وعشرون عاماً، ونسبة 25.1% كانت واقعةً في الفئة العمرية ما بين الخامسة والعشرون حتى والأربعة وأربعون عاماً، ونسبة 22.1% كانت ما بين الخامسة والأربعون حتى الرابعة والستون، ونسبة 22.1% كانت ضمن فئة الخامسة والستون عاماً فما فوق. يوجد لكل 100 أنثى 87.5 ذكر، ويوجد لكل 100 أنثى في الثامنة عشر من عمرها فما فوق 97.3 ذكر.
بلغ متوسط دخل الأسرة في القرية 28,750 دولار، أما متوسط دخل العائلة فبلغ 31,250 دولار. وكان متوسط دخل الذكور 22,361 دولار مقابل 17,344 دولار للإناث. وسجل دخل الفرد الخاص بالقرية 13,130 دولار. وكانت نسبة 3.5% من العائلات ونسبة 8.6% من السكان تحت خط الفقر، وكان من هؤلاء نسبة 22.6% تحت سن الثامنة عشر ولا أحد منهم في الخامسة والستين من العمر وما فوق.

### تعداد عام 2010
بلغ عدد سكان روسكين 123 نسمة بحسب تعداد عام 2010، وبلغ عدد الأسر 61 أسرة وعدد العائلات 36 عائلة مقيمة في القرية. في حين سجلت الكثافة السكانية 292.9 نسمة لكل ميل مربع (113.1/كم2). وبلغ عدد الوحدات السكنية 78 وحدة بمتوسط كثافة قدره 185.7 لكل ميل مربع (71.7/كم2).
وتوزع التركيب العرقي للقرية بنسبة 94.3% من البيض.
بلغ عدد الأسر 61 أسرة كانت نسبة 18.0% منها لديها أطفال تحت سن الثامنة عشر تعيش معهم، وبلغت نسبة الأزواج القاطنين مع بعضهم البعض 55.7% من أصل المجموع الكلي للأسر، ونسبة 3.3% من الأسر كان لديها معيلات من الإناث دون وجود شريك، وكانت نسبة 41.0% من غير العائلات. تألفت نسبة 39.3% من أصل جميع الأسر من أفراد ونسبة 24.6% كانوا يعيش معهم شخص وحيد يبلغ من العمر 65 عاماً فما فوق. وبلغ متوسط حجم الأسرة المعيشية 2.67، أما متوسط حجم العائلات فبلغ 2.02.
بلغ العمر الوسطي للسكان 51.5 عاماً. وكانت نسبة 16.3% من القاطنين تحت سن الثامنة عشر، وكانت نسبة 3.3% بين الثامنة عشر والأربعة وعشرون عاماً، ونسبة 19.6% كانت واقعةً في الفئة العمرية ما بين الخامسة والعشرون حتى والأربعة وأربعون عاماً، ونسبة 33.4% كانت ما بين الخامسة والأربعون حتى الرابعة والستون، ونسبة 27.6% كانت ضمن فئة الخامسة والستون عاماً فما فوق. وتوزع التركيب الجنسي للسكان بنسبة 52.0% ذكور و48.0% إناث.